# شان پارکر
شان پارکر (انگلیسی: Sean Parker؛ زادهٔ ۳ دسامبر ۱۹۷۹) مؤسس سایت اشتراک فایل نپستر و اولین مدیر سایت فیسبوک است.
پارکر همچنین بنیانگذار و رئیس بنیاد پارکر است که بر روی پژوهش‌های علوم زیستی، سلامت عمومی جهانی و مشارکت مدنی تمرکز دارد. او در سال 2016 از سوی مجله فوربس، هفتصد و بیست و دومین میلیاردر دنیا با ثروتی معادل 2.4 میلیارد دلار شناخته شده است. پارکر بعد ها به یکی از منتقدان فیس بوک تبدیل شد و در مورد تاثیرات آن بر مغز انسان ها هشدار داد.